# 西川愛莉
西川 愛莉（にしかわ あいり、2009年〈平成21年〉12月9日 - ）は、日本の女優。
大阪府出身。東宝芸能所属。第9回「東宝シンデレラ」オーディション審査員特別賞受賞。

## 人物・来歴
2022年（令和4年）に行われた第9回『「東宝シンデレラ」オーディション』にて審査員特別賞を受賞し芸能界入り。
特技は、水泳、書道、英語。

## 受賞歴
2022年
- 第9回「東宝シンデレラ」オーディション 審査員特別賞受賞[3]

## 出演

### ドラマ
- とりあえずカンパイしませんか? 第1話（2023年3月1日、テレビ東京） - 田中実咲 役[4][5][6][7]
- ユーミンストーリーズ「春よ、来い」（2024年3月18日 - 3月21日、NHK総合）- 森田翠 役[8][9]
- おいち不思議がたり 第3話・第4話（2024年9月15日・22日、NHK BSプレミアム4K・NHK BS）- お清 役[10]
- ゴールドサンセット 第1話（2025年2月23日、WOWOW） - 石田加奈 役

### 映画
- 君の顔では泣けない（2025年11月14日公開予定、ハピネットファントム・スタジオ） - 坂平陸（高校生時代）役[11][12]

### web
- Daily logirl（2023年4月17日 - 2023年4月21日、テレビ朝日）[13][14]
- 週プレNEWS[15]（2023年4月29日）

### イベント
- 令和5年「夏の交通事故防止運動」一日警察署長 （2023年7月1日、 ららぽーと門真・三井アウトレットパーク大阪門真 ）[16][17] [18][19][20][21]

### 紙媒体
- 美少女百選[22]（2024年3月21日）

### その他
- ＴＯＨＯシネマズ 幕間（キッズ版ハリウッドトピックス）（2024年3月22日- ）[23]